# エンジェルベルト・ソト
エンジェルベルト・ノリエル・ソト（Enyelbert Noriel Soto, 1982年8月20日 - ） は、ベネズエラ出身の元プロ野球選手（投手）。

## 経歴

### アストロズ時代
1999年にヒューストン・アストロズと契約を結び、ドミニカ共和国等の育成リーグでプレーする。
2004年にアメリカに渡り、以後アストロズ傘下のマイナーリーグチームでプレーする。
2007年限りで、退団した。

### メキシコ・イタリア時代
2008年はメキシカンリーグでプレーした。
2009年・2010年はイタリア・セリエAのコドーニョでプレーした。オフに所属したベネズエラウインターリーグのナベガンテス・デル・マガジャネスで岩田慎司と同僚としてプレーし、中日ドラゴンズの目に留まる。

### 中日時代
2011年に中日ドラゴンズの春季キャンプにテスト生として参加し、その結果、2月3日に中日ドラゴンズと正式契約を結んだ。登録名はファミリーネームのみのソト。
2011年はオープン戦で好投し、開幕一軍を果たすも、体調不良により、登板機会はなく開幕翌日に登録抹消。5月末に再登録されると中継ぎとして安定した投球を続ける。丁度その頃、先発投手陣に故障離脱、不調が相次いだため、7月18日に初先発し、初勝利を得ると8月25日のヤクルト戦で勝利し、来日5連勝に記録を伸ばした。その後は勝ち星を挙げられず、5勝1敗、防御率1.73だった。
2012年も前年の故障が尾を引き、4勝に留まった。オフに残留交渉が難航し、保留選手名簿から外れ、11月30日、自由契約公示された。

### DeNA時代
2012年12月14日に横浜DeNAベイスターズが2年契約に合意したことを発表した。登録名はファミリーネームも含んだE.ソト。ソトの契約合意と前後して同じく中日の外国人選手であるトニ・ブランコ、ホルヘ・ソーサもDeNAに移籍したため、3人の外国人選手が同時に同一球団から同一他球団に移籍するという史上初めての出来事だった。
2013年は初登板となる4月3日の読売ジャイアンツ戦で6失点すると、続いて登板した4月9日の広島東洋カープ戦でも9失点の炎上で、以降の登板時も投球成績が振るわなかったため、4月24日に登録抹消された。その後、9月に一軍登録されるも、1勝を挙げただけに留まり、前年の成績を下回った。
2014年は当初二軍スタートとなるが、7月4日に一軍に昇格すると、リリーフとして16試合連続無失点を記録。8月9日には初セーブを記録し、26試合に登板し、1勝1敗、防御率1.57の好成績で結果を残した。先発を期待されて入団したが、高年俸のネックと、結果が残せなかったことにより、12月2日、自由契約公示された。

### 独立リーグ・群馬時代
2015年3月9日に、日本の独立リーグであるベースボール・チャレンジ・リーグの群馬ダイヤモンドペガサスへ入団した。7月14日、本人の申し出により、帰国し、ケガの治療をするため、任意引退となり、退団した。
2016年3月29日、群馬ダイヤモンドペガサスに再入団。しかし、本人の申し出により、帰国し、ケガの治療をするため、任意引退となり、再び退団した。

## 選手としての特徴・人物
変則的なスリークォーターのフォームから、平均球速約141km/h、最速149km/hのストレートにスライダー・チェンジアップを織り交ぜた投球をする。
コドーニョ時代の2年間は、2009年 9勝2敗 防御率0.81 208奪三振、2010年 13勝1敗 防御率0.92 210奪三振と驚異的な成績を残した。
打者を抑えた際に大声で吠え、ド派手なガッツポーズを見せる反面、マウンドを離れば至って謙虚で温厚な人物である。
ベンチに戻る際は必ず胸のところで十字を切る。
中日スポーツで「Mr.ビーン（ローワン・アトキンソン）そっくり」と掲載され、『報道ステーション』でも同様に伝えている。

## 詳細情報

### 年度別投手成績
| 年 度     | 球 団     | 登 板 | 先 発 | 完 投 | 完 封 | 無 四 球 | 勝 利 | 敗 戦 | セ 丨 ブ | ホ 丨 ル ド | 勝 率 | 打 者 | 投 球 回 | 被 安 打 | 被 本 塁 打 | 与 四 球 | 敬 遠 | 与 死 球 | 奪 三 振 | 暴 投 | ボ 丨 ク | 失 点 | 自 責 点 | 防 御 率 | W H I P |
| --------- | --------- | ----- | ----- | ----- | ----- | -------- | ----- | ----- | -------- | ----------- | ----- | ----- | -------- | -------- | ----------- | -------- | ----- | -------- | -------- | ----- | -------- | ----- | -------- | -------- | ------- |
| 2011      | 中日      | 22    | 11    | 0     | 0     | 0        | 5     | 1     | 0        | 0           | .833  | 311   | 78.0     | 65       | 4           | 19       | 0     | 2        | 59       | 0     | 0        | 18    | 15       | 1.73     | 1.08    |
| 2012      | 中日      | 18    | 9     | 0     | 0     | 0        | 4     | 1     | 0        | 3           | .800  | 246   | 62.1     | 45       | 3           | 21       | 1     | 1        | 48       | 0     | 0        | 16    | 15       | 2.17     | 1.06    |
| 2013      | DeNA      | 8     | 7     | 0     | 0     | 0        | 1     | 3     | 0        | 1           | .250  | 161   | 30.2     | 52       | 3           | 22       | 1     | 3        | 22       | 0     | 0        | 34    | 33       | 9.68     | 2.41    |
| 2014      | DeNA      | 26    | 0     | 0     | 0     | 0        | 1     | 1     | 1        | 8           | .500  | 93    | 23.0     | 17       | 2           | 6        | 0     | 2        | 10       | 0     | 0        | 6     | 4        | 1.57     | 1.00    |
| 通算：4年 | 通算：4年 | 74    | 27    | 0     | 0     | 0        | 11    | 6     | 1        | 12          | .647  | 811   | 194.0    | 179      | 12          | 68       | 2     | 8        | 139      | 0     | 0        | 74    | 67       | 3.11     | 1.28    |

### 記録
NPB投手記録
- 初登板：2011年5月28日、対オリックス・バファローズ1回戦（京セラドーム大阪）、9回裏に3番手で救援登板・完了、1回無失点
- 初奪三振：同上、9回裏にT-岡田から空振り三振
- 初先発登板・初勝利・初先発勝利：2011年7月18日、対読売ジャイアンツ7回戦（東京ドーム）、5回1失点
- 初ホールド：2012年6月16日、対オリックス・バファローズ3回戦（京セラドーム大阪）、8回裏に2番手で救援登板、1回無失点
- 初セーブ：2014年8月9日、対東京ヤクルトスワローズ16回戦（横浜スタジアム）、9回表に6番手で救援登板・完了、1回無失点

NPB打撃記録
- 初打点：2011年7月18日、対読売ジャイアンツ7回戦（東京ドーム）、2回表にセス・グライシンガーから二塁ゴロの間に記録
- 初安打：2011年9月1日、対阪神タイガース18回戦（ナゴヤドーム）、5回裏にジェイソン・スタンリッジから中前安打

### 背番号
- 70 （2011年 - 2012年）
- 61 （2013年 - 2014年）

### 独立リーグでの投手成績
| 年 度     | 球 団     | 登 板 | 完 投 | 勝 利 | 敗 戦 | セ 丨 ブ | 勝 率 | 打 者 | 投 球 回 | 被 安 打 | 被 本 塁 打 | 与 四 球 | 与 死 球 | 奪 三 振 | 暴 投 | ボ 丨 ク | 失 点 | 自 責 点 | 防 御 率 | 奪 三 振 率 | W H I P |
| --------- | --------- | ----- | ----- | ----- | ----- | -------- | ----- | ----- | -------- | -------- | ----------- | -------- | -------- | -------- | ----- | -------- | ----- | -------- | -------- | ----------- | ------- |
| 2015      | 群馬      | 12    | 0     | 2     | 1     | 0        | .667  | 250   | 61.0     | 55       | 1           | 14       | 5        | 49       | 5     | 2        | 22    | 14       | 2.07     | 7.23        | 1.13    |
| 通算：1年 | 通算：1年 | 12    | 0     | 2     | 1     | 0        | .667  | 250   | 61.0     | 55       | 1           | 14       | 5        | 49       | 5     | 2        | 22    | 14       | 2.07     | 7.23        | 1.13    |

### 背番号
- 61 （2015年 - 2016年）